# 바이킹 에어
바이킹 에어(Viking Air)는 캐나다 브리티시컬럼비아주 노스 새니치에 위치한 빅토리아 국제공항에 본사를 둔 항공기, 항공기 부품 및 시스템의 운영 및 제조업체였다. 이 회사는 DHC-2 비버의 업그레이드, 구형 드 하빌랜드 캐나다 항공기의 예비 부품, 그리고 벨 헬리콥터 텍스트론(Bell Helicopter Textron)의 부품을 제공한다. 이 회사는 2024년 8월 드 하빌랜드 캐나다에 합병될 때까지 드 하빌랜드 캐나다의 자회사로 운영되었다.

## 역사
이 회사는 1970년 노르웨이 출신의 캐나다 항공 선구자 닐스 크리스텐슨(Nils Christensen)이 설립하여 모든 유형의 항공기에 대한 오버홀, 정비 및 개조를 수행했지만, 특히 비행정에 특화되어 있었다. 1983년, 크리스텐슨은 드 하빌랜드 캐나다로부터 DHC-2 비버와 DHC-3 오터 항공기의 예비 부품 제조 및 유통에 대한 독점권을 인수했다. 그는 1987년 바이킹 에어 사장직에서 은퇴했다.
이 회사는 롱뷰 항공 캐피털(Longview Aviation Capital)의 자회사로, 셰리 브라이드슨(Sherry Brydson)이 소유하고 있다. 셰리 브라이드슨은 고인이 된 신문 재벌 로이 톰슨(Roy Thomson)의 손녀이자 캐나다 최대 재산을 보유한 데이비드 톰슨(David Thomson)의 사촌이다.

## 같이 보기
- 봄바디어 에어로스페이스